# اسنلمن (مینه‌سوتا)
اسنلمن (به انگلیسی: Snellman) یک منطقهٔ مسکونی در ایالات متحده آمریکا است که در شهرستان بکر، مینه‌سوتا واقع شده‌است. اسنلمن ۴۸۴٫۹۴ متر بالاتر از سطح دریا واقع شده‌است.